# Dangerous to Know
Pour plus de détails, voir Fiche technique et Distribution.
Dangerous to Know est un film américain réalisé par Robert Florey, sorti en 1938.

## Fiche technique
- Titre français : Dangerous to Know
- Réalisation : Robert Florey
- Scénario : William R. Lipman et Horace McCoy d'après la pièce On the Spot d'Edgar Wallace
- Costumes : Edith Head
- Photographie : Theodor Sparkuhl
- Montage : Arthur P. Schmidt
- Société de production : Paramount Pictures
- Pays d'origine : États-Unis
- Format : Noir et blanc - 1,37:1
- Genre : drame
- Date de sortie : 1938

## Distribution
- Akim Tamiroff : Stephan Recka
- Anna May Wong : Madame Lan Ying
- Gail Patrick : Margaret Van Case
- Lloyd Nolan : Inspecteur Brandon
- Harvey Stephens : Philip Easton
- Anthony Quinn : Nicholas 'Nicki' Kusnoff
- Roscoe Karns : Duncan
- Porter Hall : Maire Bradley
- Barlowe Borland : James
- Hedda Hopper : Mme Emily Carson
- Edward Pawley : John Rance
- Ellen Drew : Secrétaire